# 아사고 밀라노피오리 포룸역
아사고 밀라노피오리 포룸 역(이탈리아어: Assago Milanofiori Forum)은 밀라노 지하철의 2호선의 역이다. 시내 요금 구간 바깥인 아사고 남부에 위치해 있다. 이 역에서부터 2호선은 오토스트라다 A7과 나란히 이어지며, 이 역은 밀라노 지하철 내에서 가장 남쪽에 위치한 역이기도 하다.
역 근처에는 실내 아레나인 아사고 포룸이 있는데, 포룸에서 콘서트나 다른 행사가 열린 뒤에는 역이 매우 혼잡해질 수도 있다.

## 시설
이 역에는 다음과 같은 시설이 있다.
- 장애인 승객을 위한 접근 시설
- 엘레베이터
- 에스컬레이터
- 승차권 자동 판매기
- 역 감시카메라